# 羅厝 (雲林縣)
23°45′28″N 120°21′53″E / 23.75778°N 120.36472°E
羅厝，是台灣雲林縣崙背鄉的一個傳統地域名稱，位於該鄉東南部。相較於今日行政區，其範圍大致包括羅厝村、港尾村不含西南端，另外還包括虎尾鎮的墾地里西北端，以及土庫鎮的新庄里東北端。

## 歷史
台灣清治末期至日治初期，羅厝地區為一街庄，稱為「羅厝庄」，隸屬於布嶼堡。該庄北與八角亭庄為鄰，東北與惠來庄為鄰，東與三塊厝庄為鄰，南邊為大墩仔庄、新庄仔庄，西邊為崙背庄。
1901年（日治明治三十四年）11月，全台廢縣廳改設二十廳，該庄隸屬於斗六廳。1903年（明治三十六年）6月，該庄編入「崙背區」，隸屬於斗六廳。1909年（明治四十二年）10月，合併二十廳為十二廳，崙背區改隸屬於嘉義廳。1920年（大正九年），全台地方制度大改正，廢十二廳改設五州二廳，該庄改制為「羅厝」大字，隸屬於臺南州虎尾郡崙背庄。
戰後崙背庄改制為崙背鄉，隸屬於臺南縣，大字亦改制為村。1946年8月25日，崙背、麥寮分治，本地區仍隸屬於崙背鄉。1950年10月，雲、嘉、南分治，崙背鄉改隸屬於雲林縣。

## 聚落
本地區發展較早的聚落有崙背鄉的田藔、羅厝、新鎮、港尾、下湳仔、水汴頭、福興、新厝仔等，在日治期初期的官方地圖上已有記載。

## 交通
省道台19線又稱「中央公路」，是彰化至台南永康的幹道，大致先以西北微北—東南微南走向繞大彎轉東北—西南走向經過羅厝地區西北部，為崙背聚落東側外環道路的一部分。由該道路向西北微北轉東北微北可前往二崙西北部、竹塘、埤頭、溪湖等地；向西南轉南南西可前往褒忠、元長、北港、六腳等地。
縣道154甲線（正義路）是西螺鎮埔心至崙背的道路，其西南側端點（起點）位於本地區西部邊界外不遠處崙背聚落中央偏東北的縣道156號轉角路口。由此向東微北轉東入境後，經省道台19線路口續直行，其後轉東北東由本地區東部邊界北側出境，可前往惠來厝中南部、二崙、社口與永定厝交界地帶、社口、埔心南郊並止於縣道154號大彎道路口。
縣道156號（東興路／中山路）是麥寮鄉至莿桐鄉饒平的道路，也是雲林縣主要的橫貫道路之一，大致以西北西—東南東走向由本地區西部邊界中央處入境後，經省道台19線路口續行，以至於本地區東部邊界中央略偏南處出境。由該道路向西北經縣道154甲線起點路口後轉西南西蜿蜒穿越崙背市區後可前往麥寮並止於省道台17線路口；向東南東可前往二崙南部、西螺南部、莿桐並止於縣道154號路口。
鄉道雲16線是下店仔至新鎮的道路，其東側端點（終點）位於本地區中部偏南新鎮聚落東南側的鄉道雲23線路口。由此向西微北轉西北再轉西北西，出聚落後續行，至羅厝聚落經鄉道雲101線左側路口轉西北與其共線，繞彎道轉西南再繞彎道轉西北，經鄉道雲101線右側路口轉西微南獨行（共線約400公尺），至本地區西部邊界轉西北西沿邊界而行以至出境，可前往崙背市區、阿勸地區中部並止於鄉道雲6線路口（下店仔聚落西南郊）。
鄉道雲20線是崙背至二崙的道路，其西側端點（起點）位於本地區西部邊界中央處的縣道156號路口。由此向東北微北沿邊界而行，經縣道154甲線路口後續行，至新厝仔聚落南側轉東南再轉東北東經省道台19線路口後轉東南東，至福興聚落經鄉道雲101線起點路口後續行，至水汴頭聚落轉東南微東，經鄉道雲23線起點路口後轉北北東以至於本地區北部邊界東側出境後，東南東南再轉東可前往惠來厝、惠來厝與二崙交界地帶並止於縣道154甲線轉角路口。
鄉道雲90線是新莊仔至吳厝的道路，其西側端點（起點）位於本地區南部邊界外緣的新庄子聚落北側鄉道雲101線路口。由此向東入境一小段路旋即出境，可前往大屯子北端、北溪厝北部、吳厝西南部並止於縣道145號轉角路口。
鄉道雲101線是復興（福興）至秀潭（無底潭）的道路，其北側端點（起點）位於本地區西北部福興聚落的鄉道雲20線路口。由此向南南西轉南微西，經縣道154甲線路口轉西南微南，至羅厝聚落轉南微西，經縣道156號後轉至鄉道雲16線路口轉東南與其共線，其後繞彎道轉東北再繞彎道轉東南，至鄉道雲16線路口轉東南微南獨行（共線約400公尺），至港尾聚落經鄉道雲23線終點路口轉南南東，出境後可前往新庄子、牛埔子西北端、馬公厝、崙內、埤腳、糞箕湖地區西南部並止於縣道145號路口（無底潭聚落南南東郊）。

## 學校
- 東興國小